# 振兴乡
振兴乡，是中华人民共和国黑龙江省佳木斯市汤原县下辖的一个乡镇级行政单位。

## 行政区划
振兴乡下辖以下地区：
振兴村、兴化村、古城村、平原村、民主村、双兴村、振江村、振丰村和丰兴村。